# Xã Brownstown, Quận Jackson, Indiana
Xã Brownstown (tiếng Anh: Brownstown Township) là một xã thuộc quận Jackson, tiểu bang Indiana, Hoa Kỳ. Năm 2010, dân số của xã này là 5.552 người.